# Picumna subovata
Picumna subovata är en insektsart som beskrevs av Caldwell 1945. Picumna subovata ingår i släktet Picumna och familjen sköldstritar. Inga underarter finns listade i Catalogue of Life.